# 艾因凱舍拉 (斯基克達省)

36°44′54″N 6°25′57″E / 36.7483°N 6.4325°E
艾因凱舍拉區（阿拉伯语：‎），是阿爾及利亞的行政區，位於該國東北部，由斯基克達省負責管轄，首府設於艾因凱舍拉，面積213平方公里，2008年人口为26,093人，人口密度每平方公里122人。